# Emmanuel Levinas
Emmanuel Levinas, czasem Lévinas, przed zaadaptowaniem do francuskiej gramatyki: Emanuelis Levinas (ur. 12 stycznia 1906 w Kownie, zm. 25 grudnia 1995 w Paryżu) – filozof francuski (pochodzenia żydowsko-litewskiego) oraz komentator Talmudu.

## Życiorys
Urodziwszy się w żydowskiej rodzinie, nasiąkniętej litewskimi tradycjami interpretacji Talmudu, Levinas żył między dwoma językami: hebrajskim i rosyjskim. Od 1914 mieszkał w Charkowie, gdzie dostał się do liceum (pomimo numerus clausus ograniczającego liczbę Żydów) – ta część jego edukacji była widziana przez rodzinę jako znaczący awans społeczny. W tym okresie Emmanuel czytał Tołstoja, Dostojewskiego, otwierał się na pytania metafizyczne. Rodzina wróciła do Kowna w 1920.
W roku 1923 Levinas wyjechał na studia do Strasburga – odkrył tam filozofię Bergsona, spotkał Blondela i zaprzyjaźnił się z Maurice’em Blanchotem. Jednak to Edmund Husserl pozostał najważniejszym odkryciem intelektualnym z tamtego okresu. Lévinas, zafascynowany, udał się do Fryburga (1928), gdzie wykładał jego mentor. Pobyt ten stał się okazją do poznania Martina Heideggera. Levinas obronił swą pracę doktorską, zatytułowaną Théorie de l’intuition dans la phénoménologie de Husserl, w 1930 (która została później opublikowana, dzięki wsparciu Léona Brunschviga, w paryskim wydawnictwie J. Vrin).
Przeprowadziwszy się wraz z żoną ostatecznie do Paryża (otrzymał obywatelstwo francuskie w 1931), Lévinas uczestniczył w wykładach na Sorbonie i tłumaczył Medytacje kartezjańskie Husserla (wraz z G. Peiffer) w 1931. Z niepokojem obserwując rosnącą popularność nazizmu, Levinas był świadkiem tego, jak jego nauczyciele i przyjaciele (Heidegger, Blanchot) adoptowali hitlerowski antysemityzm. Czas ten zdeterminował ostatecznie jego zainteresowania: prócz fenomenologii, bliskiej mu od okresu strasburskiego, filozof zajął się szczególnie kwestią żydowskości oraz filozofii judaistycznej.
Jednak cała jego późniejsza filozofia była zdeterminowana poprzez doświadczenie II wojny światowej. W 1939 roku służył jako oficer we francuskiej armii pracując jako tłumacz języka rosyjskiego i niemieckiego. W roku 1940 dostał się w ręce wroga i został jeńcem wojennym. W obozie jenieckim został skierowany na przymusowe roboty. Pracował jako drwal w Schwarzwaldzie. To właśnie tam dowiedział się o tym, że jego dwóch młodszych braci oraz rodzice zostali zamordowani na Litwie przez nazistów. Jego żona Raїssa (córka sąsiadów z Kowna, z którą Levinas ożenił się w 1935 roku) wraz z córką Simone były ukrywane przez przyjaciela Maurice’a Blanchota w klasztorze we Francji aż do powrotu Levinasa. Krótko po wojnie urodził się mu jeszcze syn Michaël, który został kompozytorem. Zarówno doświadczenie wojny, jak i to, że Heidegger przynależał podczas wojny do nazistowskiej organizacji, doprowadziły Levinasa do głębokiego kryzysu.

Hitleryzm jest największą próbą – próbą nieporównywalną – jaką dane było podjąć judaizmowi. To, co daje antysemityzmowi hitlerowskiemu akcent niepowtarzalny i stanowi, w pewien sposób, o jego oryginalności, jest bezprecedensowa sytuacja, w jakiej postawił on świadomość żydowską. Żałosny los bycia Żydem stał się czymś nieuchronnym. Żyd jest połączony ze swym judaizmem w sposób nieunikniony.

Powojenne lata były naznaczone przez spotkanie z uczonym talmudycznym, Monsieur Chouchani, z którym Levinas studiował Talmud. Te studia zaowocowały pięciotomowym komentarzem do Talmudu. Ostatni komentarz, Nouvelles Lectures Talmudiques, został wydany krótko po jego śmierci. W czasie pisania komentarzy Levinas był aktywnie zaangażowany w Colloque des Intellectuels Juifs de Langue Francaise i to tam przedstawił swoje dzieło. Jego komentarze do Talmudu zawierają: Quatre lectures Talmudiques (1968), Du sacré au saint (1977), oraz L’au-delý du verset (1982).
Levinas zaczął tworzyć swą własną filozofię na przełomie lat 50. i 60. XX wieku, gdy stał się bardziej krytyczny wobec Heideggera, a później wobec fenomenologicznego i zachodniego myślenia w ogóle. Pragnął przekroczyć granicę akceptowanej i etycznie neutralnej idei ontologii publikując w roku 1961 Totalité et infini (Całość i Nieskończoność). To było jego pierwsze monumentalne dzieło, dzięki któremu otrzymał również tytuł Doctorat d’Etat. Pod wpływem dzieł Franza Rosenzweiga i Martina Bubera, Levinas próbował rozwiązać problematykę ontologii poprzez badanie i analizę relacji twarzą w twarz z Innym.
W latach 1964–1975 nauczał na francuskich uniwersytetach.

## Poglądy
Lévinas w swych rozważaniach na temat podmiotu wychodzi od relacji, którą uważa za fundamentalną, relacji między bytem a byciem. Jest ona pierwotniejsza od relacji podmiot-świat. Człowiek nie jest w stanie uciec od swojego bycia. Bycie ciąży nad człowiekiem. I na tej płaszczyźnie rozgrywa się w człowieku dramat i cierpienie.
Aby go zakończyć człowiek jest zaproszony do „ucieczki”, do odejścia od siebie samego. By uzasadnić swą tezę Lévinas analizuje następujące fenomeny: znużenie, lenistwo i zmęczenie. Aby lepiej wyjaśnić relację jaka zachodzi między bytem a byciem, Lévinas tworzy koncepcję „il y a”. Zgodnie z nią podmiot wyłania się z anonimowego bycia („il y a”), a cały proces nazywa hipostazą. W hipostazie podmiot bierze na siebie swoje własne bycie i zamyka się sam w sobie. Podmiot staje się monadą, którą charakteryzuje samotność.
Zbawienie od samotności dają człowiekowi w różnym stopniu: świat, śmierć oraz drugi człowiek (l’autre). Świat daje możliwość wyjścia z siebie i skierowania się ku światu, który wydaje się być transcendentny. Jednak wraz z używaniem go staje się immanentny, a byt wraca znów do siebie. Świat pozwala podmiotowi wyjść z siebie, ale nie na długo – podmiot zawsze będzie wracał do siebie. Śmierć stawia podmiot w relacji do czegoś, czego istotą jest inność. Wobec śmierci byt odwraca się od aktywności do bierności. Śmierć oddziela byt od bycia, ale jednocześnie nie pozwala na to by ja mogło przeżyć to rozdzielenie. Szukając takiej transcendencji, w której człowiek mógłby uwolnić się od siebie, a jednocześnie przeżyć, Lévinas stawia przed człowiekiem dwa fenomeny: kobiecość oraz ojcostwo.

## Prace

### Dzieła Levinasa
- Théorie de l’intuition dans la phénoménologie de Husserl, Vrin, 1930;
- De l’existence à l’existant, Vrin, 1947;
- En découvrant l’existence avec Husserl et Heidegger, Vrin, 1949;
- Totalité et infini. Essai sur l’extériorité, Martinus Nijhoff, 1961;
- Difficile liberté. Essais sur le judaïsme, Albin Michel, 1963;
- Quatre lectures talmudiques, Les éditions de Minuit, 1968;
- Humanisme de l’autre homme, Fata Morgana, 1972;
- Autrement qu’être ou au-delà de l’essence, Martinus Nijhoff, 1974;
- Sur Maurice Blanchot, Fata Morgana, 1975;
- Jean Wahl et Gabriel Marcel, Beauchesne, 1976;
- Noms propres, Fata Morgana, 1976;
- Du sacré au saint, Les éditions de Minuit, 1977;
- Le temps et l’autre, Fata Morgana, 1979;
- De Dieu qui vient à l’idée, Vrin, 1982;
- L’au-delà du verset, Les éditions de Minuit, 1982;
- Éthique et Infini. Dialogues avec Philippe Nemo, Arthème Fayard, 1982;
- De l’évasion, Fata Morgana, 1982;
- Transcendance et intelligibilité, Labor et fides, 1984;
- Hors-sujet, Fata Morgana, 1987;
- À l’heure des nations, Les éditions de Minuit, 1988;
- De l’oblitération (entretien avec F. Armengaud), Éditions de la Différence, 1990;
- Entre nous. Essais sur le penser-à-l’autre, Grasset, 1991;
- Dieu, la mort et le temps, Grasset, 1993;
- Les imprévus de l’histoire, Fata Morgana, 1994;
- L’intrigue de l’infini, Flammarion, 1994;
- Liberté et commandement, Fata Morgana, 1994;
- Altérité et transcendance, Fata Morgana, 1995;
- Nouvelles lectures talmudiques, Les éditions de Minuit, 1996;
- Quelques réflexions sur la philosophie de l’hitlérisme, Payot et Rivages, 1997;
- Éthique comme philosophie première, Rivages poche/Petite Bibliothèque, 1998;
- Positivité et transcendance, PUF, 2000;
- Paul Celan. De l’être à l’autre, Fata Morgana, 2003.

### W języku polskim
- Etyka i Nieskończony: Rozmowy z Philippem Nemo, tłum. Bogna Opolska-Kokoszka, wyd. Wydawnictwo Naukowe Papieskiej Akademii Teologicznej, Kraków 1991;
- Trudna wolność: Eseje o judaizmie, tłum.A. Kuryś, wyd. Atext, Gdynia 1991;
- O Bogu, który nawiedza myśl, tłum. Małgorzata Kowalska, wyd. Znak, Kraków 1994;
- Cztery lektury talmudyczne, tłum. Ewa Burska, wyd. Oficyna Literacka, Kraków 1995;
- Całość i nieskończoność: Esej o zewnętrzności, tłum. Małgorzata Kowalska, wyd. PWN, Warszawa 1998;
- Czas i to, co inne, tłum. Jacek Migasiński, wyd. Wydawnictwo KR, Warszawa 1999;
- Inaczej niż być lub ponad istotą, tłum. Piotr Mrówczyński, wyd. Aletheia, Warszawa 2000;
- Imiona własne, tłum. Janusz Margański, wyd. Wydawnictwo KR, Warszawa 2000;
- Istniejący i istnienie, tłum. Janusz Margański, wyd. „Homini”, Kraków 2006.
- Bóg, śmierć i czas, tłum. Janusz Margański, wyd. Znak, Kraków 2008.

## Cytaty
- Bycie obliczem Boga, nie oznacza, bycie ikoną Boga, lecz kroczenie Jego śladami (to kroczenie śladem dokonuje się poprzez odpowiedzialność za bliźniego - zbliża do bliźniego).
- Być dla innego i w ten sposób zmierzać do Boga.
- Poznanie Boga dokonuje się przez etyczny czyn ofiary, czyn dobra, a nie teoretyczną refleksję.
- Umrzeć za niewidzialnego to prawdziwa metafizyka.